# Go in Sardinia
La Go in Sardinia è stata una compagnia di navigazione italiana, operativa sui collegamenti per la Sardegna dal 2013 al 2015.

## Storia
La compagnia è stata fondata nel 2013 a Santa Teresa Gallura da tre imprenditori locali, Gian Paolo Scano,Cinzia Ghiani e Pietro Sini, come alternativa low-cost agli elevati prezzi della concorrenza.
Per l'occasione vennero noleggiati vari traghetti dalla compagnia greca Anek Lines, tra cui, il primo di questi il Kriti I, che opererà tra Livorno, Olbia e Civitavecchia da giugno a settembre 2013.
Nel maggio 2014 viene noleggiato di nuovo un traghetto dalla Anek Lines, il Lato, che tuttavia non prenderà mai servizio a causa di un guasto e verrà sostituito sulle linee per la Sardegna dal compagno di flotta Sophocles V.
A luglio 2014 viene noleggiato anche il traghetto El. Venizelos, più capiente rispetto ai precedenti.
Alla fine di agosto l'Anek Lines sospende l'utilizzo del traghetto per sospetti mancati pagamenti da parte del consorzio. Altre fonti, invece, rivelano che per 15 giorni, dal 31 luglio al 15 agosto, per un guasto ai motori la nave non abbia potuto mantenere la velocità minima prevista nel contratto di nolo, indispensabile per garantire ai passeggeri gli orari di arrivo e partenza. Il fermo improvviso creò disagio a migliaia di passeggeri che avevano già acquistato il biglietto o che erano addirittura in attesa di imbarco sulle banchine del porto di Olbia.
Ad aprile 2015 la compagnia è stata dichiarata fallita.

## Flotta
| Traghetto     | Stazza (t.s.l.) | Lunghezza (m) | Passeggeri | Auto  | Velocità in nodi | Anno di costruzione | Anni di servizio per Go in Sardinia | Stato                                | Immagine |
| ------------- | --------------- | ------------- | ---------- | ----- | ---------------- | ------------------- | ----------------------------------- | ------------------------------------ | -------- |
| El. Venizelos | 38.261          | 175,4         | 3.000      | 750   | 22               | 1992                | 2014 (noleggio)                     | In servizio per Anek Lines           |          |
| Sophocles V   | 29.378          | 192,00        | 1.600      | 1.100 | 26               | 1990                | 2014 (noleggio)                     | Attuale Kydon per Ferries del Caribe |          |
| Lato          | 15.404          | 188,4         | 1.564      | 850   | 21,5             | 1975                | Mai entrato in servizio (noleggio)  | Demolito nel 2018                    |          |
| Kriti I       | 27.239          | 191,8         | 1.600      | 600   | 22,5             | 1979                | 2013 (noleggio)                     | Demolito nel 2025                    |          |

## Rotte
| Rotta                 | Traghetto                 | Frequenza   | Periodo di attività |
| --------------------- | ------------------------- | ----------- | ------------------- |
| Livorno-Olbia         | El. Venizelos/Sophocles V | Giornaliera | 2013-2014           |
| Livorno-Olbia-Arbatax | El. Venizelos/Sophocles V | Nel weekend | 2014                |
| Civitavecchia-Olbia   | Kriti I                   | Giornaliera | 2013                |